# Один рубль
Один рубль (1 рубль) — традиционный номинал монет и банкнот, чьё достоинство выражено в рублях. Выпускался/выпускается:
- в Российской империи в качестве монет и банкнот;
- в РСФСР в качестве монет и банкнот;
- в СССР в качестве монет и банкнот;
- в Российской Федерации в качестве монет.
- в Белоруссии в качестве банкнот и монет.
- в Таджикистане в качестве банкнот.
- в Латвии в качестве банкнот.
- в непризнанной ПМР в качестве монет и банкнот.

## Краткая история выпуска рублёвых монет и банкнот на территории России

Рубль Алексея Михайловича (1654 г.)

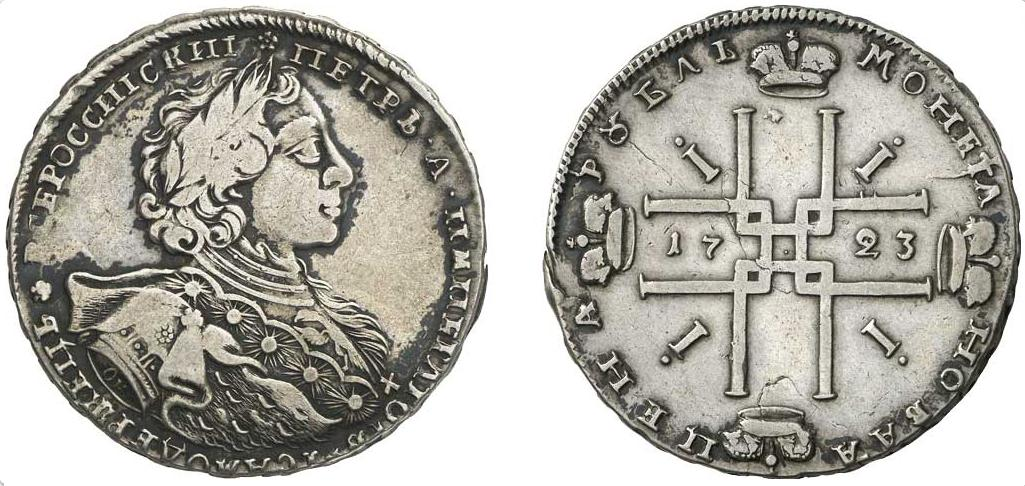
Серебряный рубль 1723 года

Слово «рубль» впервые встречается в новгородских грамотах XIII века как эквивалент новгородской гривны — серебряного слитка весом около 200 граммов. Постепенно (в течение XIV—XV веков) рубль становился ещё и, а потом только счётной денежной единицей, первоначально равной 200 денег в Москве или 216 денег в Новгородской республике. Эти исходные соотношения, возникшие в самом конце XIV века, в результате снижения содержания серебра в деньге (самой крупной монеты в обращении) менялись и к 1534 году (году начала денежной реформы Елены Глинской) 1 московский рубль стал равняться 200 московским деньгам или 100 деньгам новгородским (новгородкам), которые в течение XVI века получили сначала второе, а затем основное название — «копейка».
Первая рублевая монета (с обозначением достоинства словом «рубль») была отчеканена только в 1654 году, в ходе денежной реформы Алексея Михайловича, однако находилась в обращении не более года, поскольку содержание серебра в монете было ниже, чем в ста копейках — фактически новая рублёвая монета равнялась только 64 копейкам. При этом во времена Алексея Михайловича практиковалось изготовление свёртков («начётных денег») из монет мелких номиналов, которые образовывали более крупные суммы и использовались, частности, первыми лицами государства для благотворительной раздачи. Такие свёртки, в том числе рублёвого достоинства в своём сочинении упоминает, например, подьячий посольского приказа Григорий Котошихин: «А как царь ходит в походы и по монастырем и по церквам, и для его выездов и выходов наготавливают денги в бумаги, по 2 гривны, и полуполтине, и по полтине, и по рублю и по два и по 5 и по 10 и по 20 и по 30, кому сколко прикажет дати, чтоб было готово». Термин же «начётные денги» встречается в Истории города Москвы Ивана Забелина: «Такъ, 16 генв. 1653 г. святѣйшій на заутрени жаловалъ нищихъ старицъ, вдовъ, дѣвокъ милостынею, роздалъ начетныхъ (то-есть приготовленныхъ) гривенныхъ бумажекъ 3 р. да голыхъ денегъ (мелкихъ ссыпныхъ) 5 р. 10 алт.; раздавалъ деньги самъ патріархъ да ризничій діаконъ Іевъ».

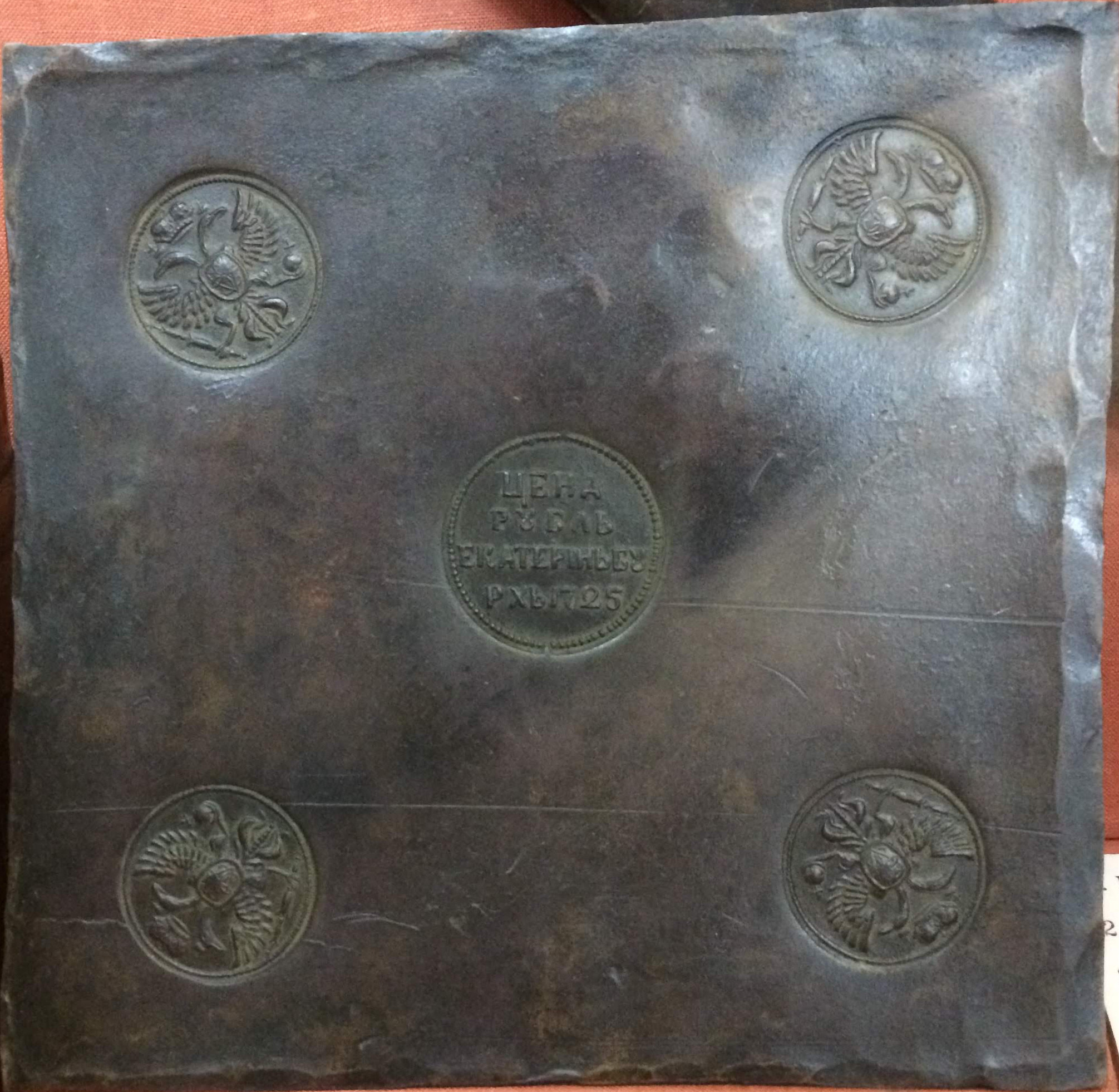
Медный рубль 1725 года

Чеканка рублевых монет возобновилась в 1704 году при Петре I и уже не прекращалась (за исключением коротких периодов) до наших дней. Первоначально это были серебряные монеты весом 28 граммов при содержании чистого серебра около 25—26 граммов. К 1764 году это содержание снизилось до 18 граммов и в собственно серебряных рублёвиках периода Российской империи уже не менялось. Кроме того, в царствование Екатерины I в обращении непродолжительное время находились полноценные медные рублёвые монеты квадратной формы, отчеканенные по образцу шведских плат.

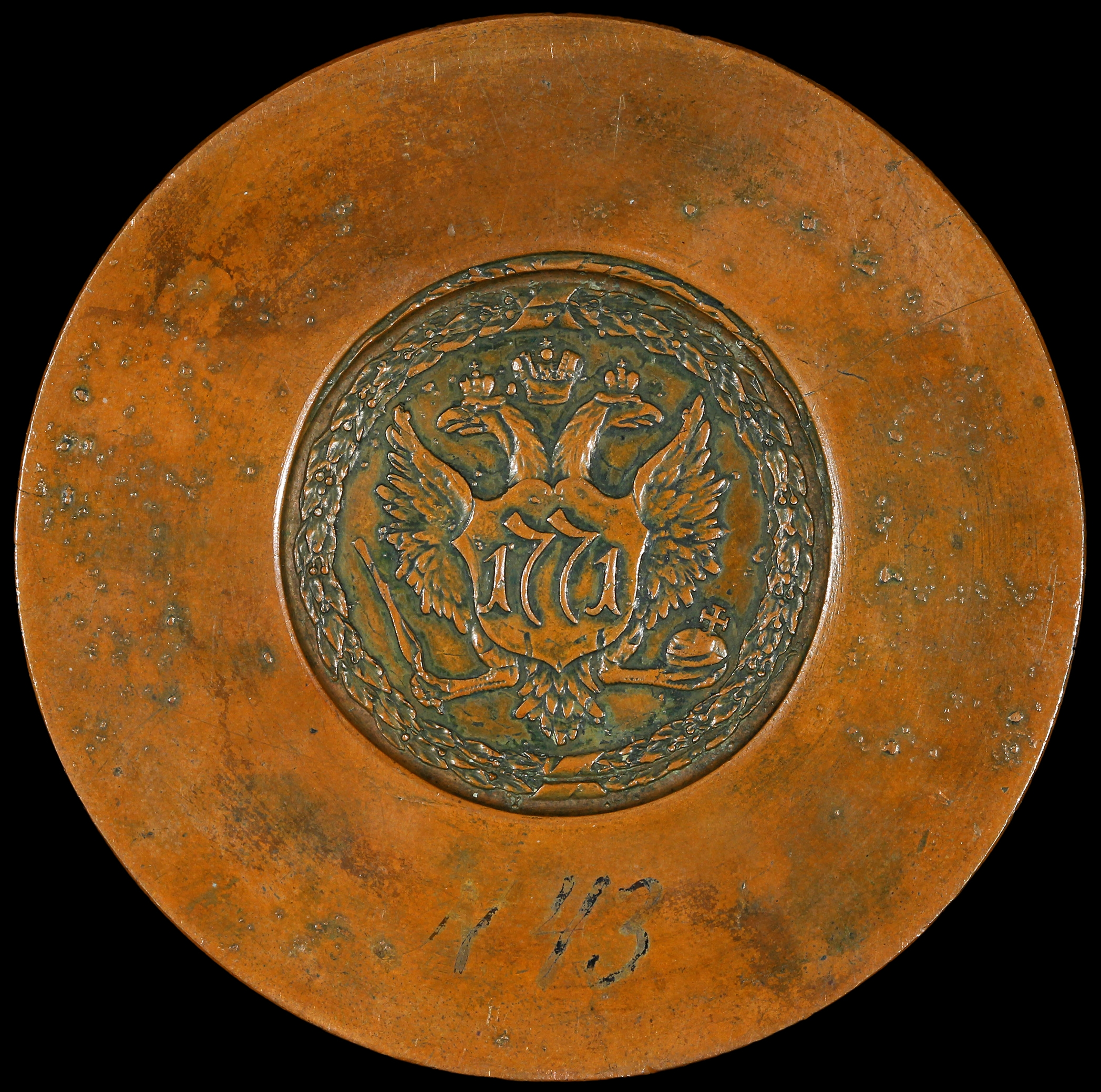
Сестрорецкий рубль 1771 года

В 1771 году был выпущен так называемый Сестрорецкий рубль — медная монета-великан (весом от 926 г до 930 г) которая должна была обеспечивать бумажные ассигнации Екатерины II. Назван он так потому, что его предполагалось чеканить на Сестрорецком заводе. Но массовое производство этих монет не состоялось. Было выпущено несколько десятков пробных экземпляров.
Последние серебряные монеты достоинством один рубль были выпущены уже в СССР в 1924 году и повторяли вес и пробу царских рублёвиков. 1 января 1961 года в обращение были выпущены рублёвые монеты уже не из драгоценного металла, а из сплава на основе никеля. Современные рублёвые монеты, являющиеся законным средством платежа на территории Российской Федерации, изготовлены из медно-никелевого сплава диаметром 20,5 мм, толщиной 1,5 мм, весом 3,25 грамма, гурт имеет 110 рифлений. Рублёвое достоинство имеют также некоторые монетовидные жетоны и токены, например, монеты выпущенные в 1998 году трестом «Арктикуголь» для обращения на территории Шпицбергена (см. «Рубль Шпицбергена»).
Хотя бумажные деньги появились в России ещё в 1769 году (см. «Ассигнации»), первые рублёвые банкноты были отпечатаны только в 1843 году. В годы Гражданской войны некоторые местные правительства выпускали денежные знаки номиналом 1 рубль, в том числе в форме марок"). Последние банкноты СССР достоинством в 1 рубль датированы 1991 годом.

## Банкноты достоинством один рубль

### Основные типы банкнот Российской империи, РСФСР и СССР

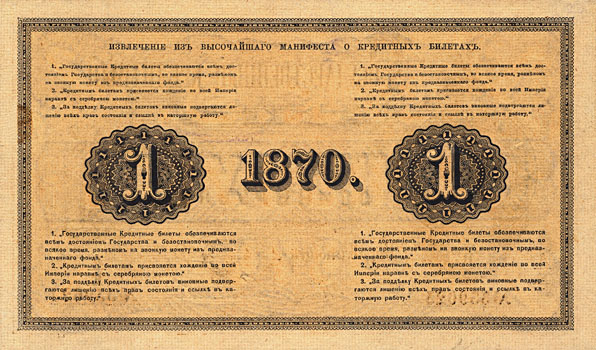
«Александровский» рубль Российской империи 1870 года, аверс
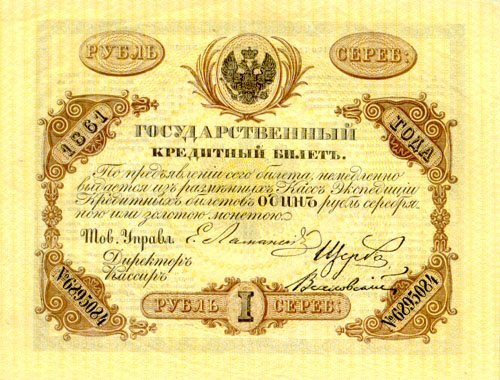
«Александровский» рубль Российской империи серебро 1861 (лицевая сторона)
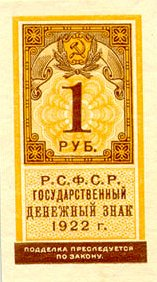
Односторонний рубль-марка РСФСР 1922

| Изображение     | Изображение       | Размеры (мм) | Основные цвета          | Описание | Описание                                                           | Описание                                           | Дата выхода                |
| Лицевая сторона | Оборотная сторона | Размеры (мм) | Основные цвета          | Лицевая сторона | Оборотная сторона                                                  | Водяной знак                                       | Дата выхода                |
| --------------- | ----------------- | ------------ | ----------------------- | --- | ------------------------------------------------------------------ | -------------------------------------------------- | -------------------------- |
|                 |                   | 150×90       | оранжевый               | Номинал, растительный орнамент, номер банкноты 6-значный                                                                      | Номинал, растительный орнамент, герб Российской империи            | Есть                                               | 1898                       |
|                 |                   | 150×90       | оранжевый               | Номинал, растительный орнамент, номер банкноты 3-значный                                                                      | Номинал, растительный орнамент, герб Российской империи            | Есть                                               | 1914-1915                  |
|                 |                   | 112×65       | коричневый              | Номинал цифрами и прописью, пояснительные надписи                                                                             | Герб России, номинал цифрами и прописью                            | Есть                                               | 1918                       |
|                 |                   | 40×48        | Оранжевый               | Герб РСФСР, номинал цифрами и прописью                                                                                        | Номинал цифрами и прописью, орнамент                               | Есть                                               | 1919                       |
|                 |                   | 135×66       | Оранжевый               | Герб РСФСР, номинал цифрами и прописью                                                                                        | Номинал, текст условий деноминации                                 | Есть                                               | 1922                       |
|                 |                   | 40×66        | Жёлтый, коричневый      | Герб РСФСР, номинал цифрами и прописью                                                                                        | —                                                                  | Есть                                               | 1922                       |
|                 |                   | 110×66       | Коричневый              | Герб РСФСР, номинал цифрами и прописью                                                                                        | Номинал, текст условий деноминации                                 | Есть                                               | 1923                       |
|                 |                   | 110×66       | Коричневый              | Герб РСФСР, номинал цифрами и прописью                                                                                        | Номинал, текст условий деноминации                                 | Есть                                               | 1923                       |
|                 |                   | 80×155       | Оранжевый               | Подписи: НКФ Сокольников и кассир                                                                                             | Номинал цифрой и прописью на языках республик СССР                 | На белом поле водяной знак крупная цифра «1 рубль» | 1924                       |
|                 |                   | 120×60       | Бежевый                 | Номинал цифрой и прописью на языках республик СССР, герб СССР                                                                 | Номинал большой цифрой, узоры                                      | —                                                  | 1934                       |
|                 |                   | 125×60       | Бежевый                 | Шахтёр | Номинал цифрами и прописью на официальных языках 11 республик СССР | —                                                  | 1938                       |
|                 |                   | 82×124       | Бежевый                 | Надпись «Государственный казначейский билет», герб СССР, номинал цифрами и прописью на официальных языках всех республик СССР | Номинал цифрами и прописью                                         | —                                                  | 16 декабря 1947, март 1957 |
|                 |                   | 105×53       | Бежевый                 | Надпись «Государственный казначейский билет», номинал цифрами и прописью                                                      | Номинал цифрами и прописью на 15 официальных языках республик СССР | Тёмные и светлые пятиконечные звёзды               | 1 января 1961              |
|                 |                   | 105×53       | Бежевый, синий, красный | Надпись «Билет Государственного банка СССР», герб СССР                                                                        | Номинал цифрами и прописью на русском языке                        | Пятиконечные звёзды и волнистые полосы             | 27 июня 1991               |

### Прочие банкноты достоинством один рубль

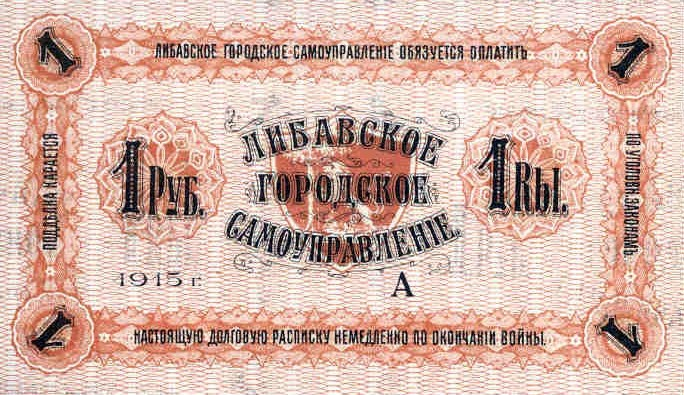
Либавский рубль 1915 с надписью: Городское самоуправление обязуется оплатить настоящую долговую расписку немедленно по окончании войны
Донской рубль 1918 (лицевая сторона)
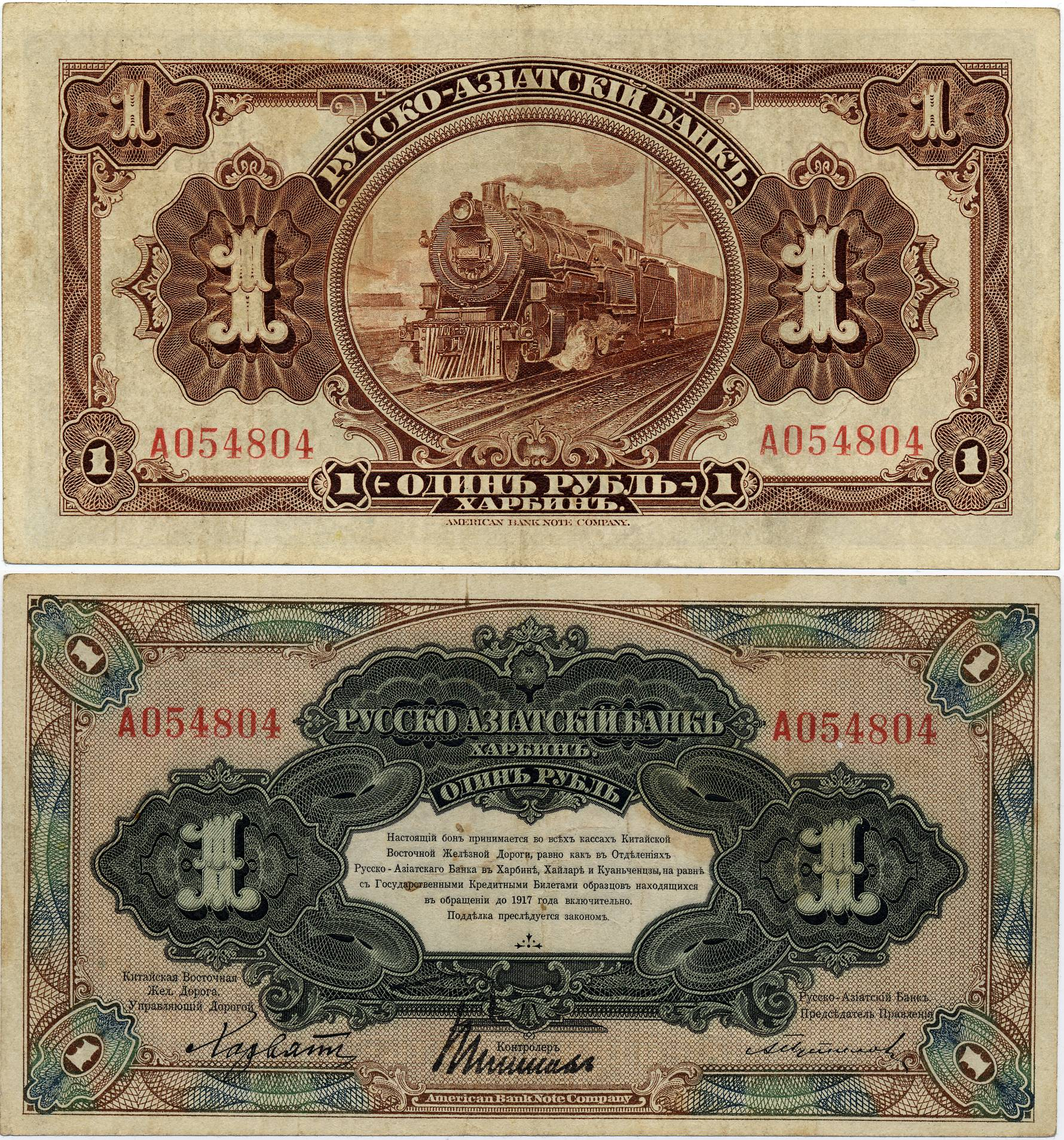
Харбинский рубль КВЖД 1918
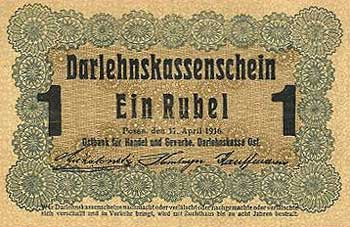
Немецкий ост-рубль 1916 (аверс)
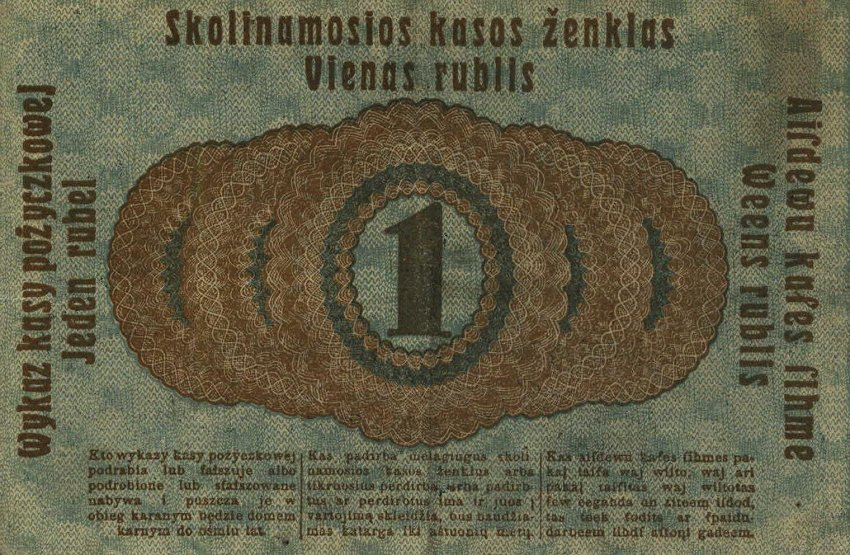
Немецкий ост-рубль 1916 (реверс)
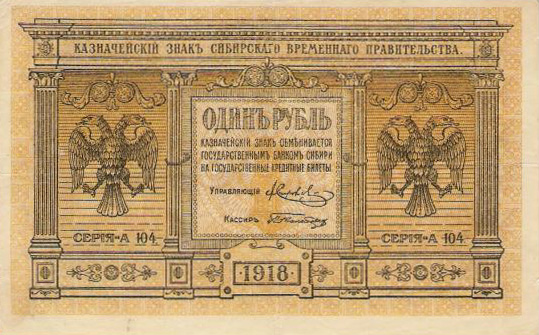
Сибирский рубль 1918, весьма похожий на царский 1898 (лицевая сторона)
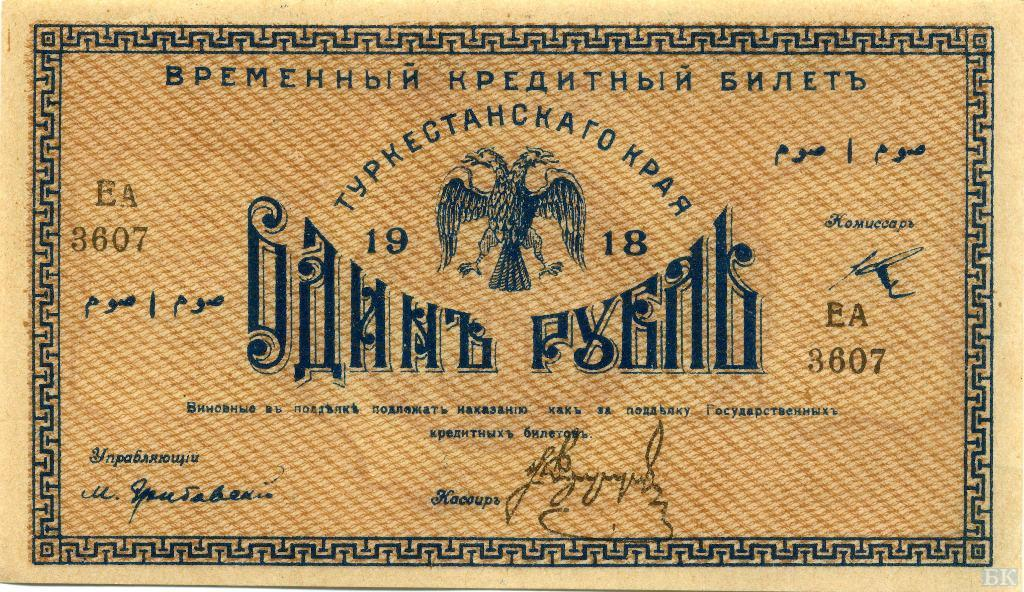
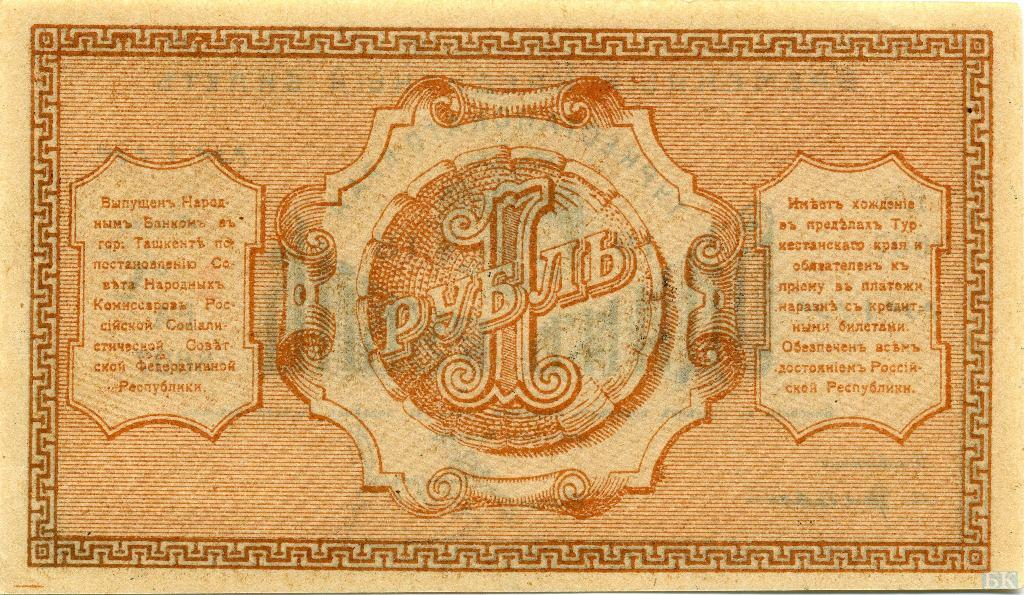
Туркестанский рубль РСФСР 1918, реверс похож на царский 1898
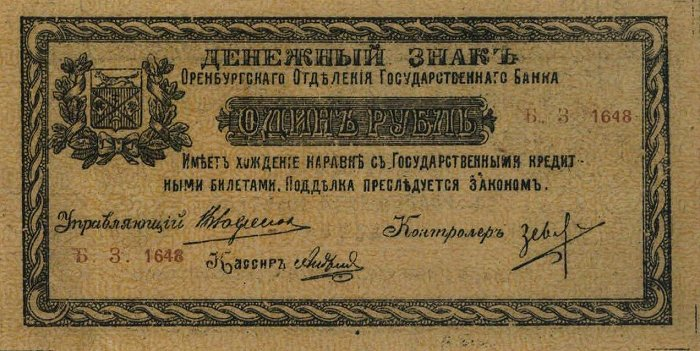
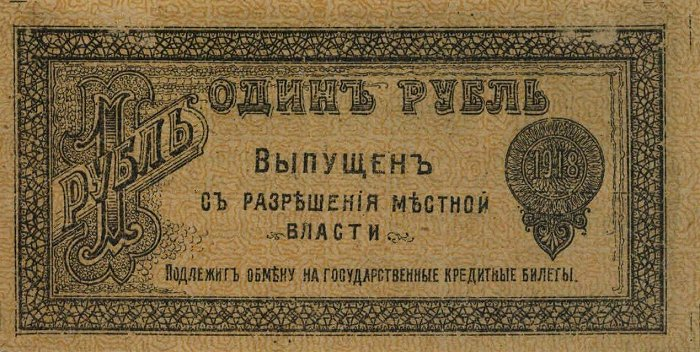
Оренбургский рубль 1918
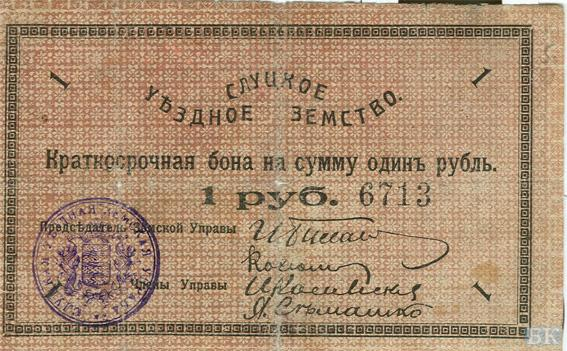
Рубль Слуцкого уездного земства 1918 (лицевая сторона)
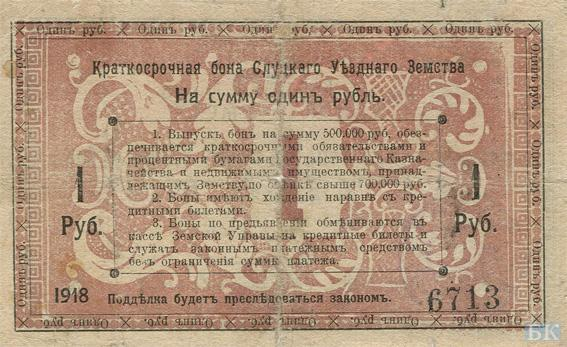
Рубль Слуцкого уездного земства 1918 (оборотная сторона)
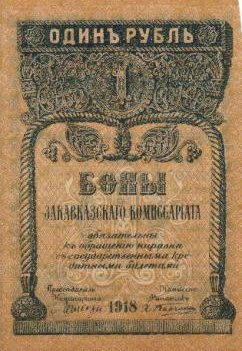
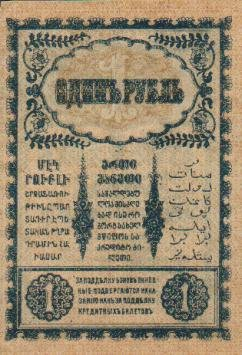
Бона Рубль Закавказского комиссариата 1918
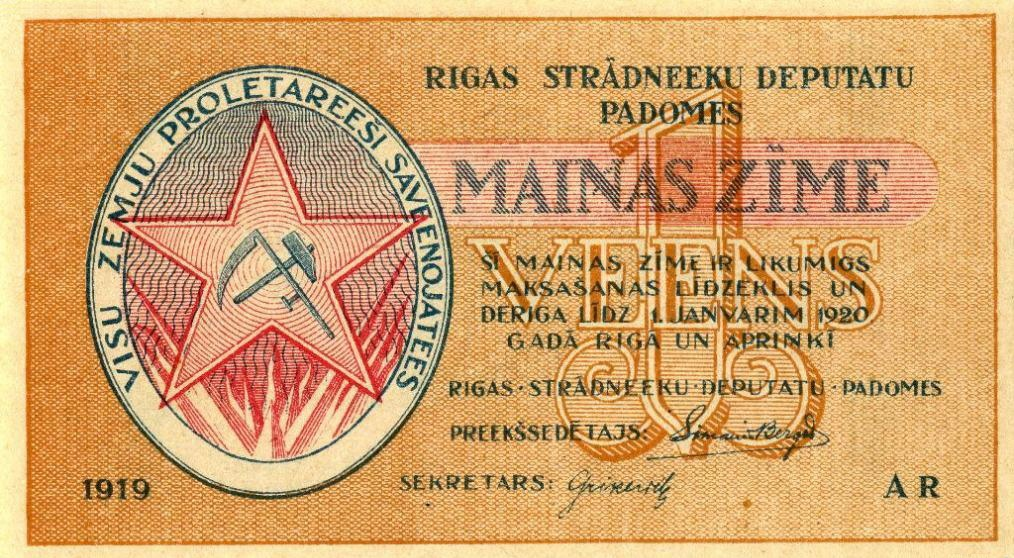
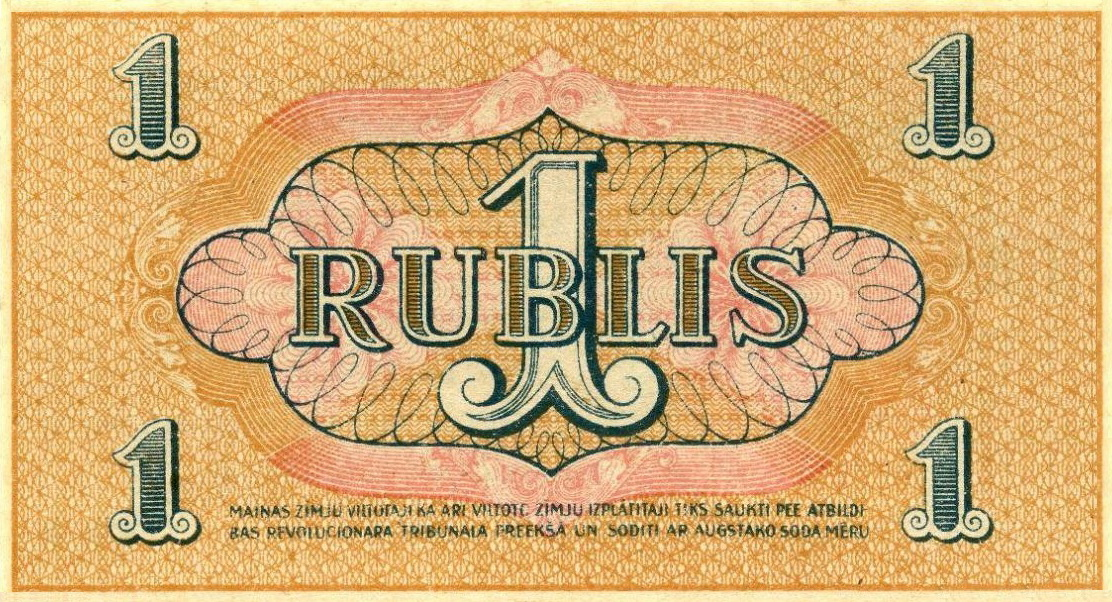
Рижский рубль ЛатССР 1919
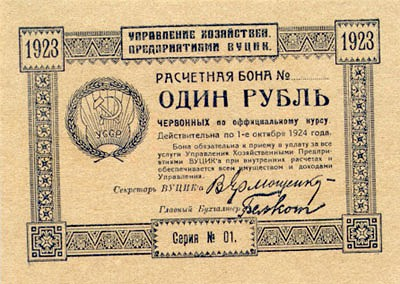
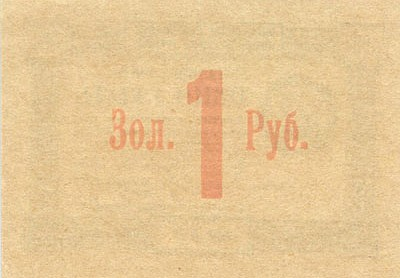
Бона ВУЦИКа 1 рубль золотом 1923. Аверс и реверс
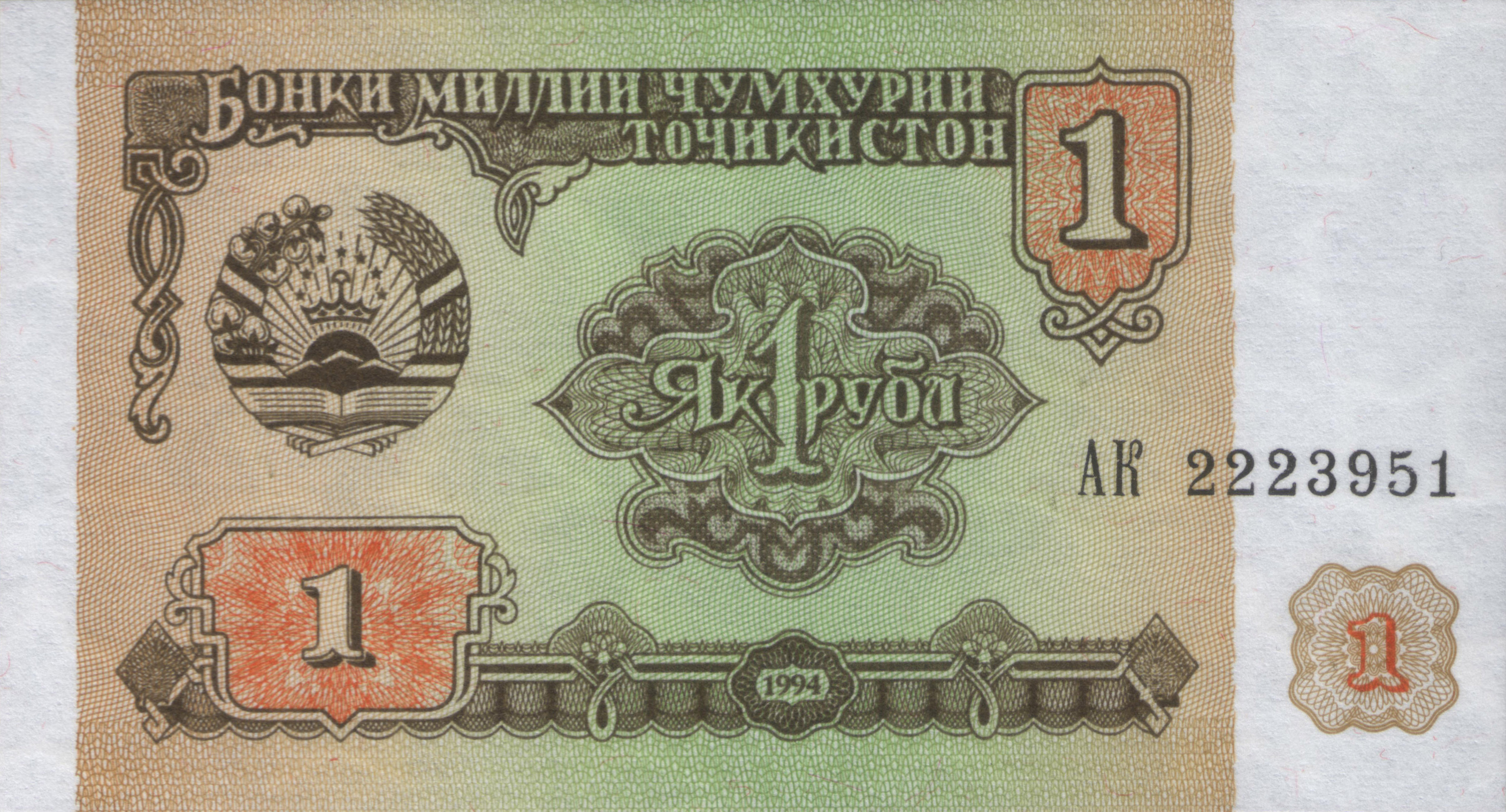
Таджикский рубль 1994 (лицевая сторона, повторяющая 1 рубль СССР 1961)
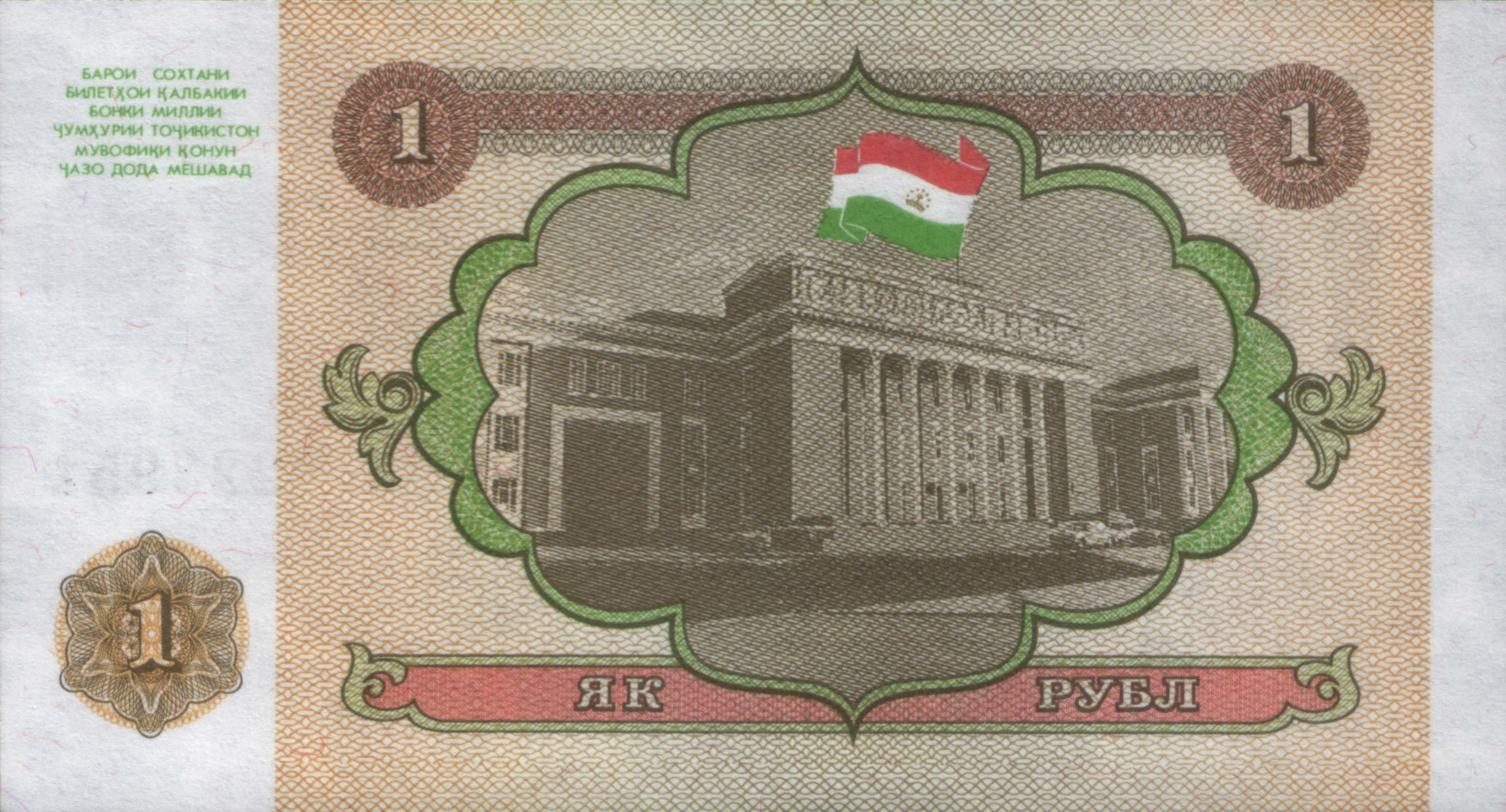
Таджикский рубль 1994 (оборотная сторона)
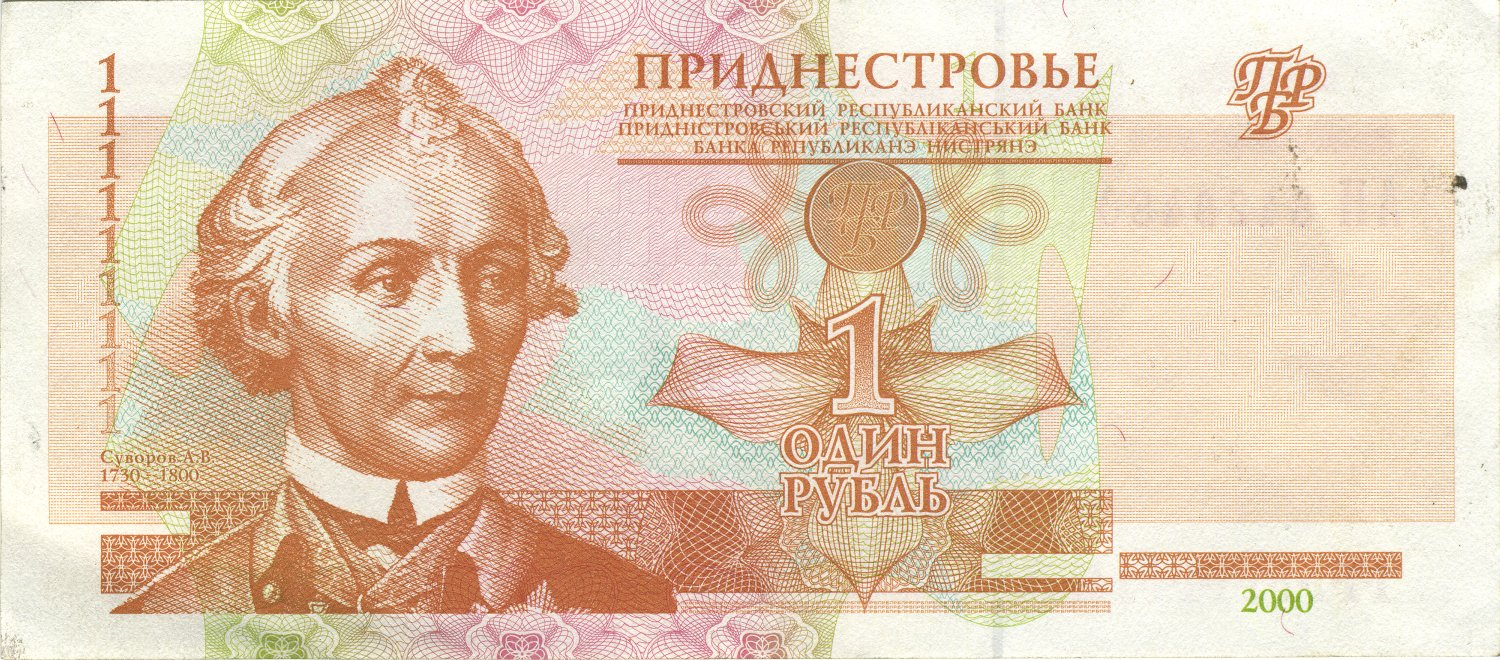
Приднестровский рубль 2000 (аверс), изображён А.В.Суворов
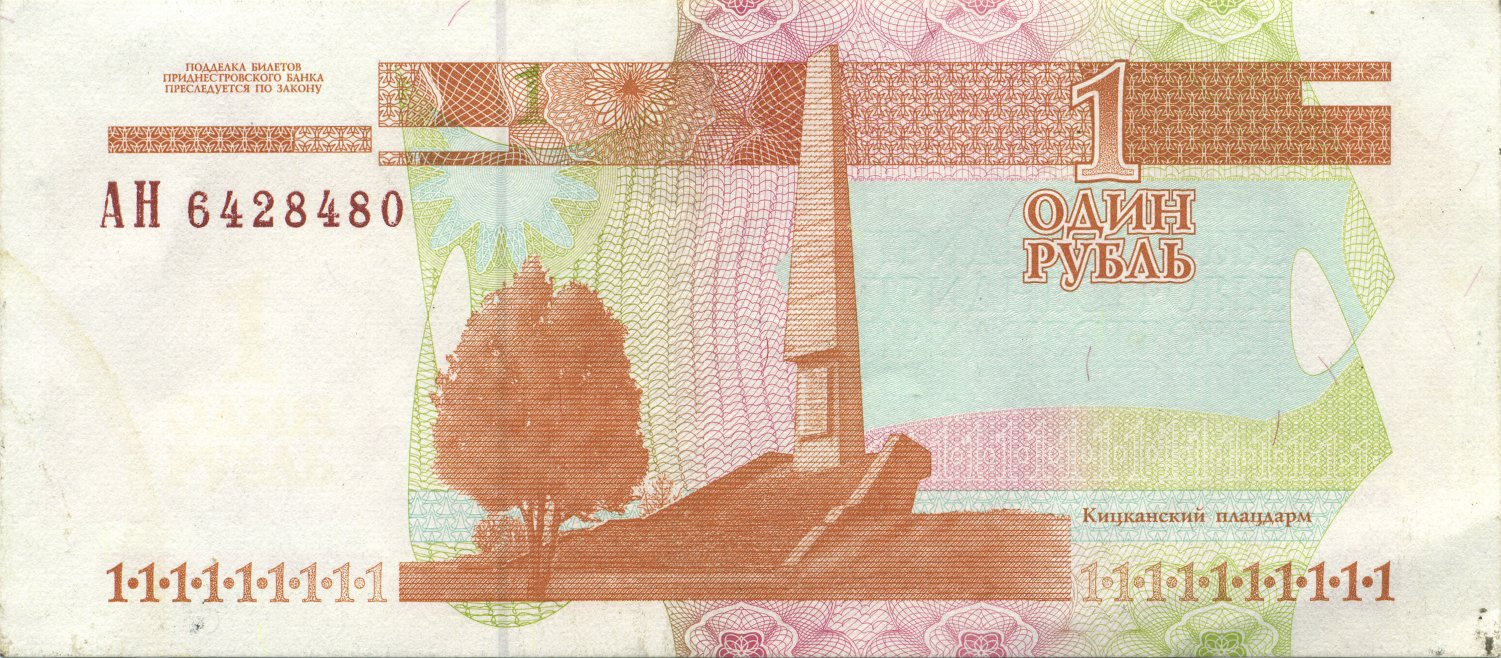
Приднестровский рубль 2000 (реверс), изображён Кицканский плацдарм
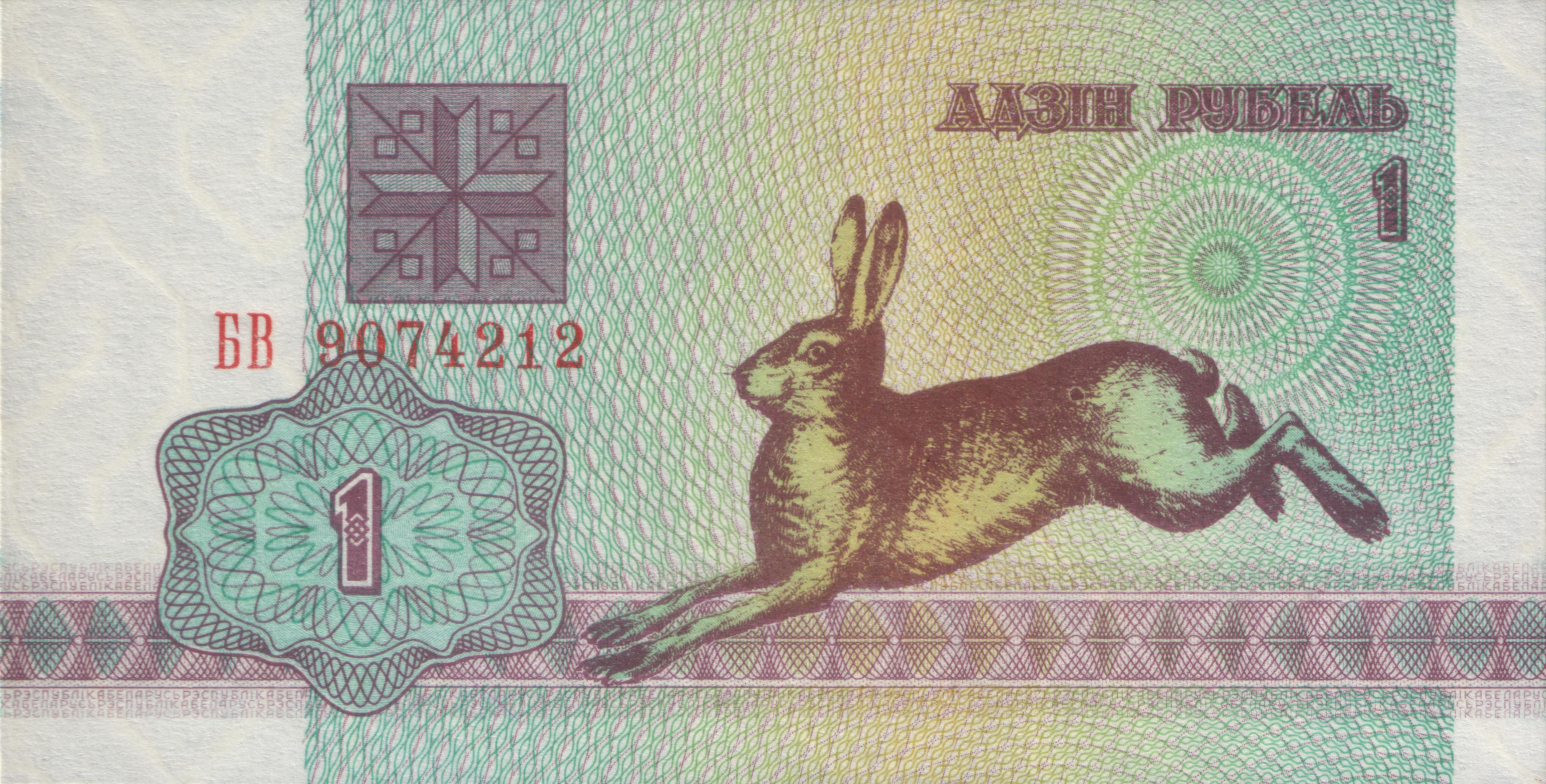
Белорусский 1 рубль, аверс (1992)
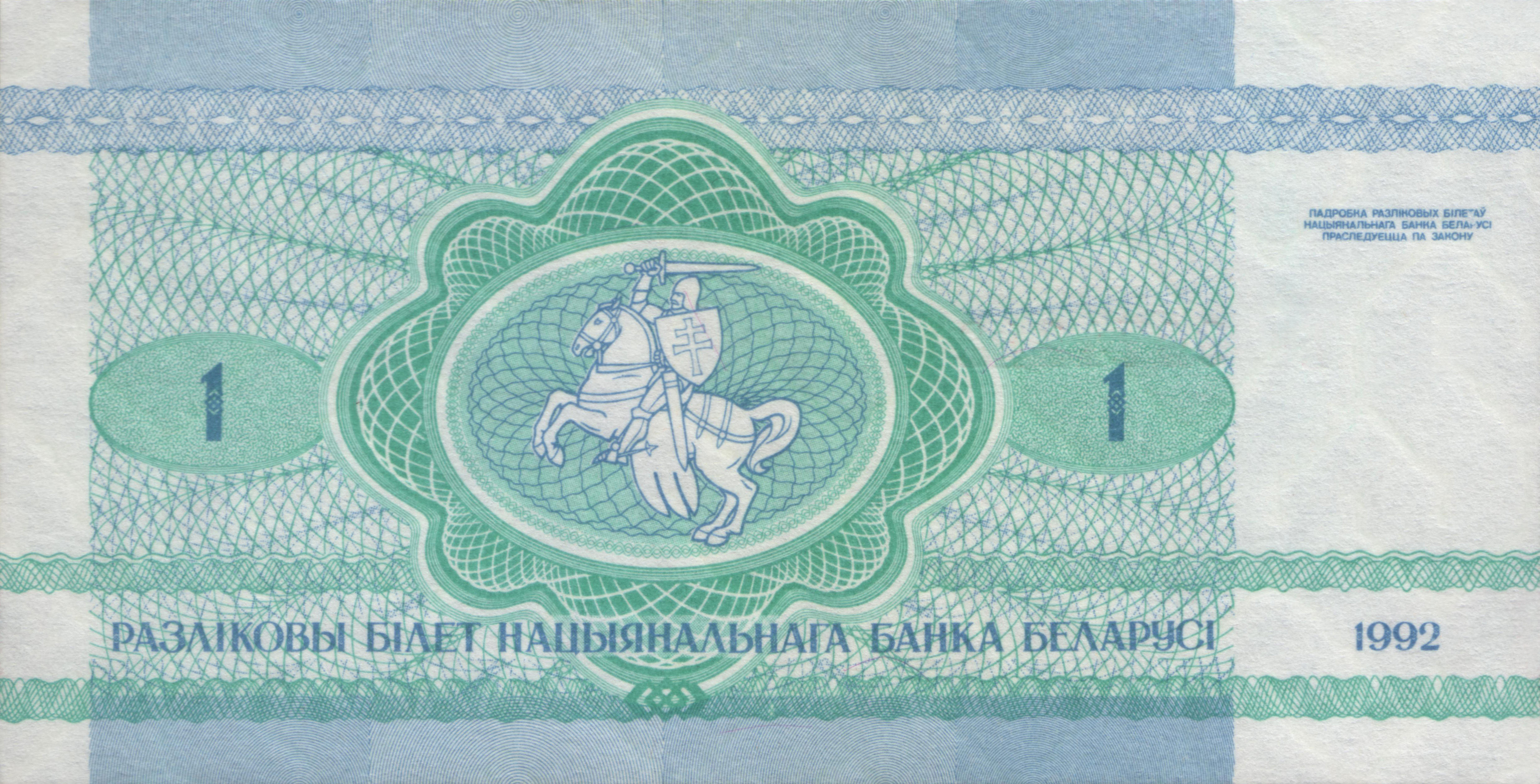
Белорусский 1 рубль, реверс (1992)
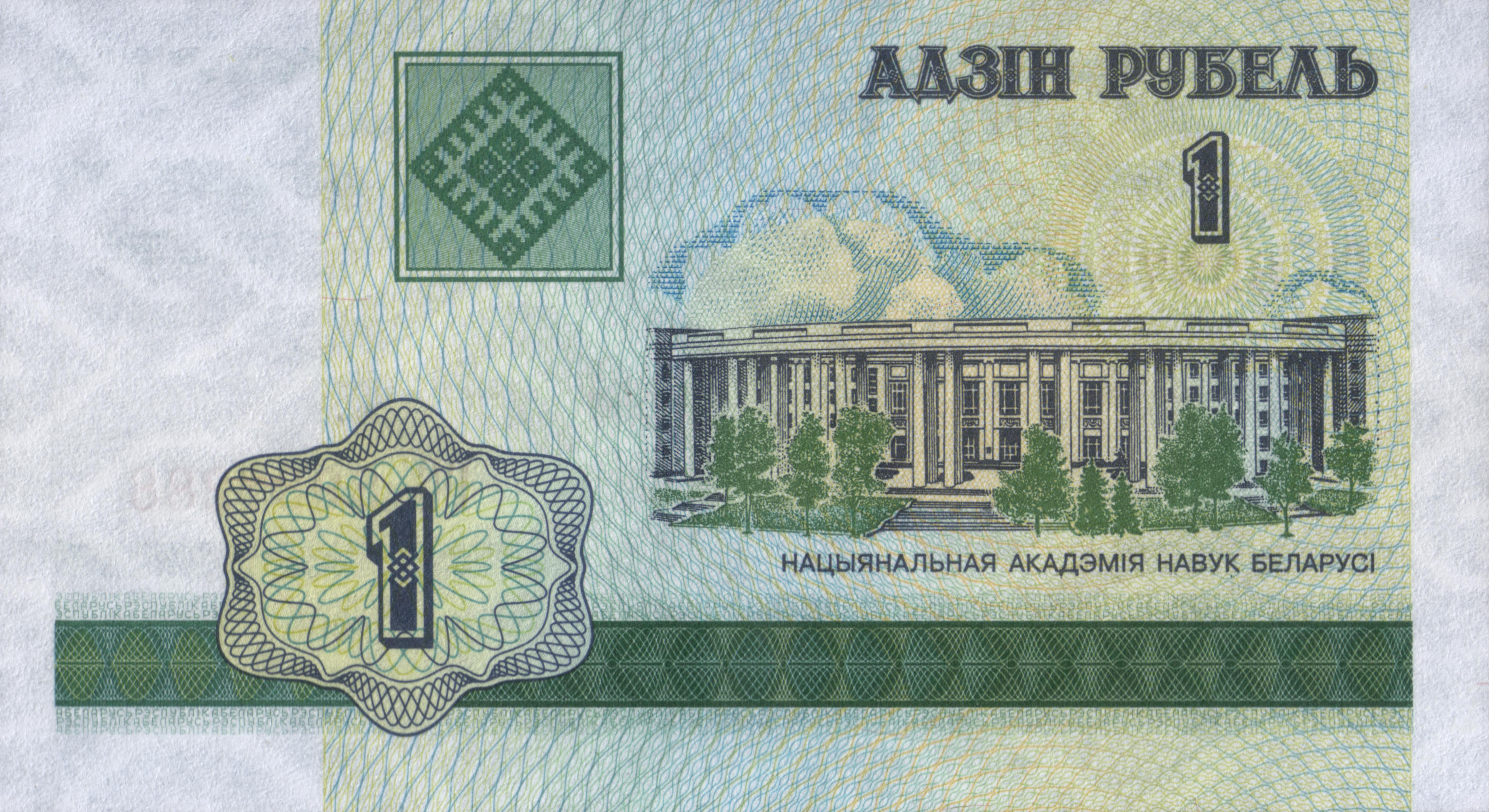
Белорусский 1 рубль, аверс (2000)
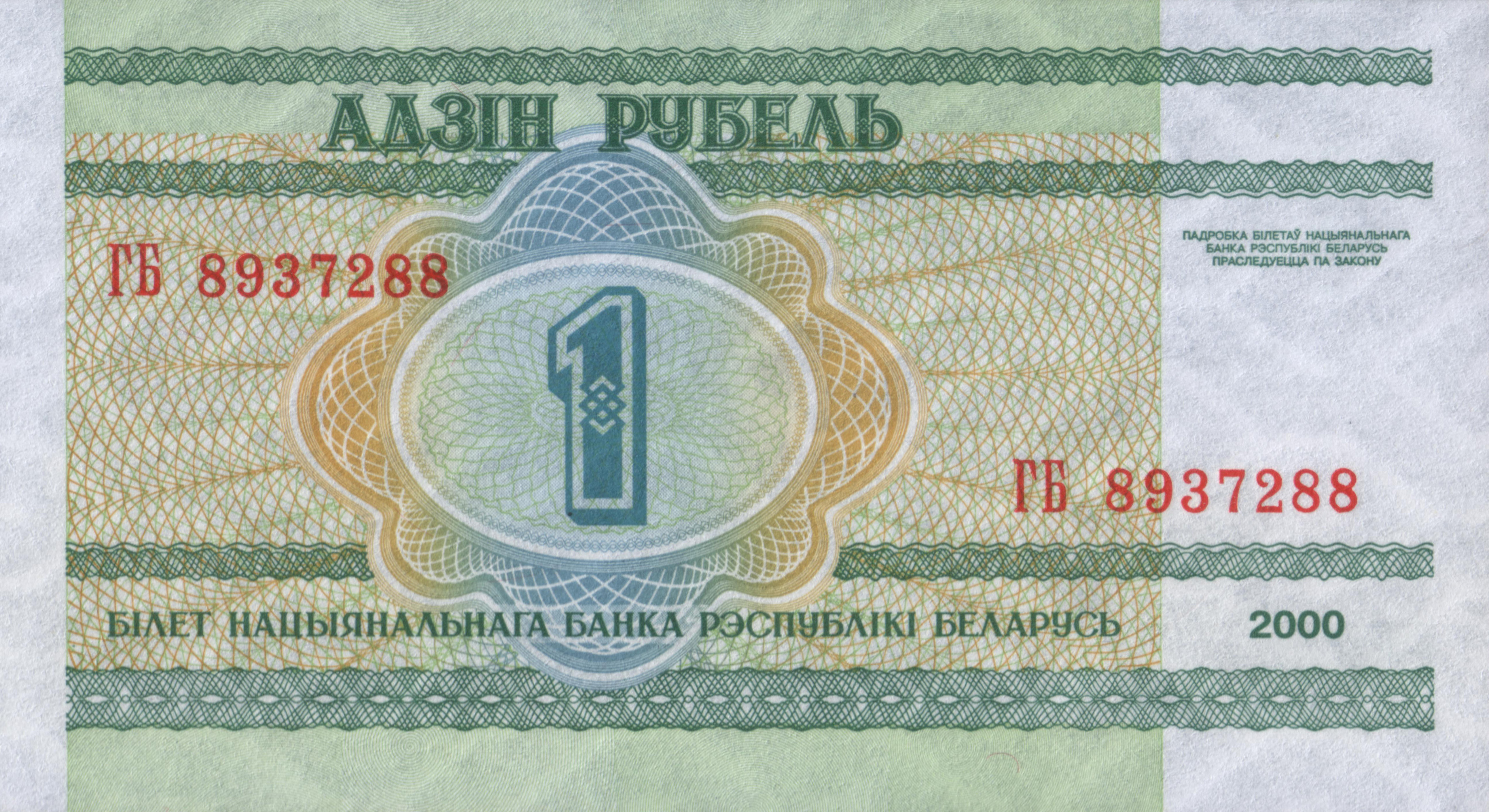
Белорусский 1 рубль, реверс (2000)

## Монеты достоинством один рубль

### Основные типы монет Российской империи

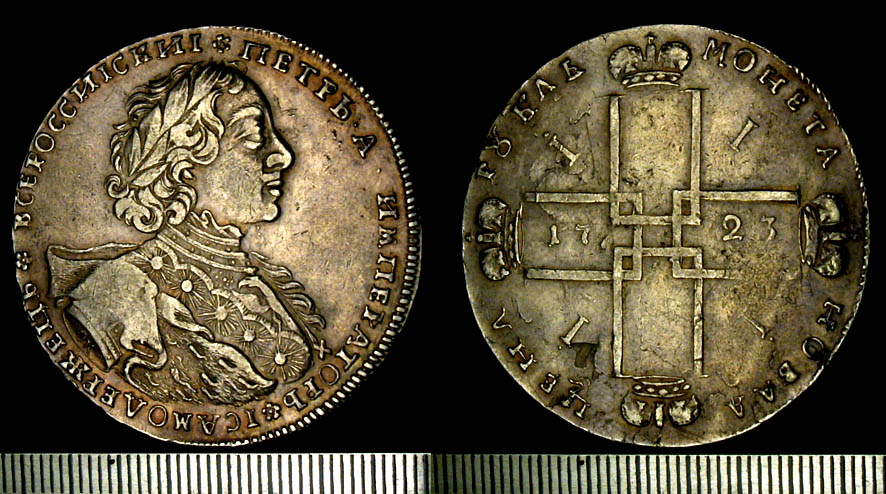
Рубль Петра I серебром, 1723
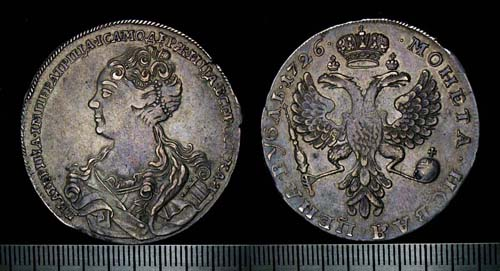
Рубль Екатерины I серебром, 1726
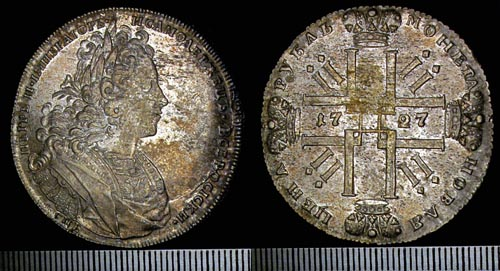
Рубль Петра II серебром, 1727
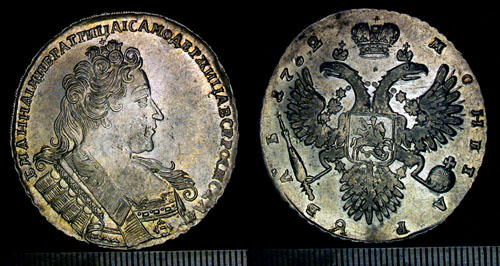
Рубль Анны Иоанновны серебром, 1732
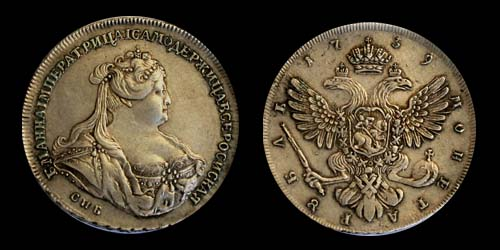
Рубль Анны Иоанновны серебром, 1739
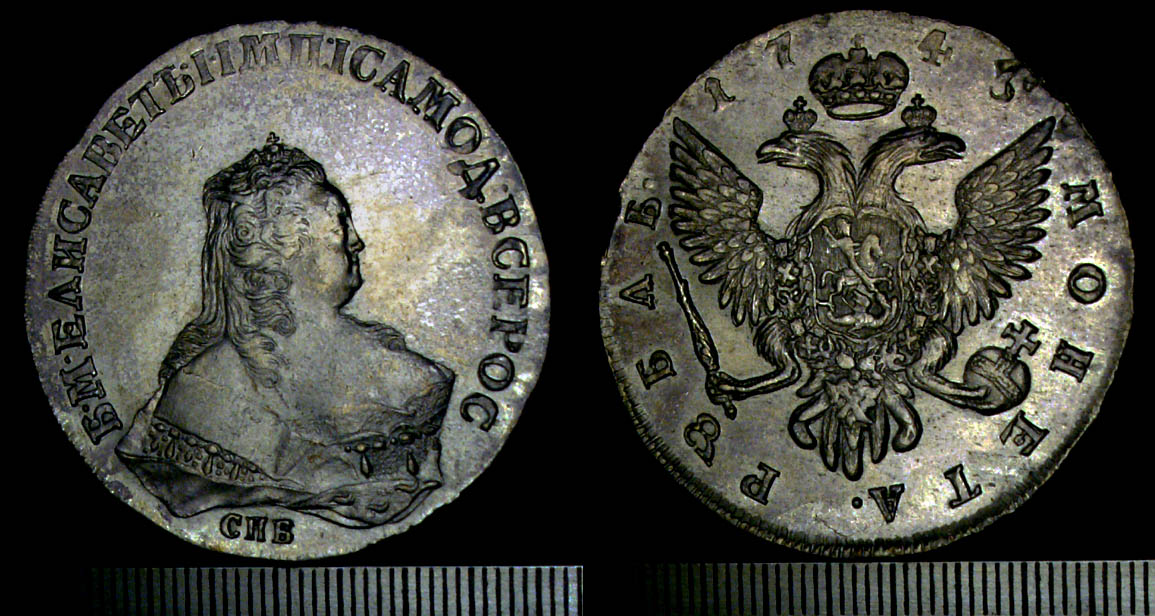
Рубль Елизаветы I серебром, 1745
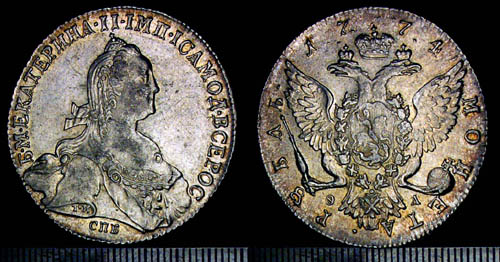
Рубль Екатерины II серебром, 1774
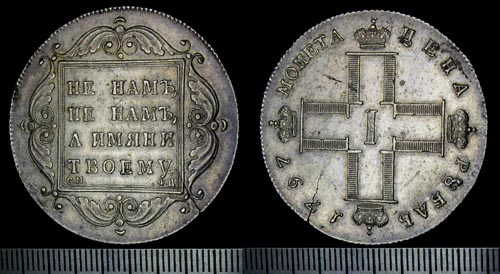
Рубль Павла I серебром, 1797: надпись: «Не нам, не нам, а Имяни Твоему»
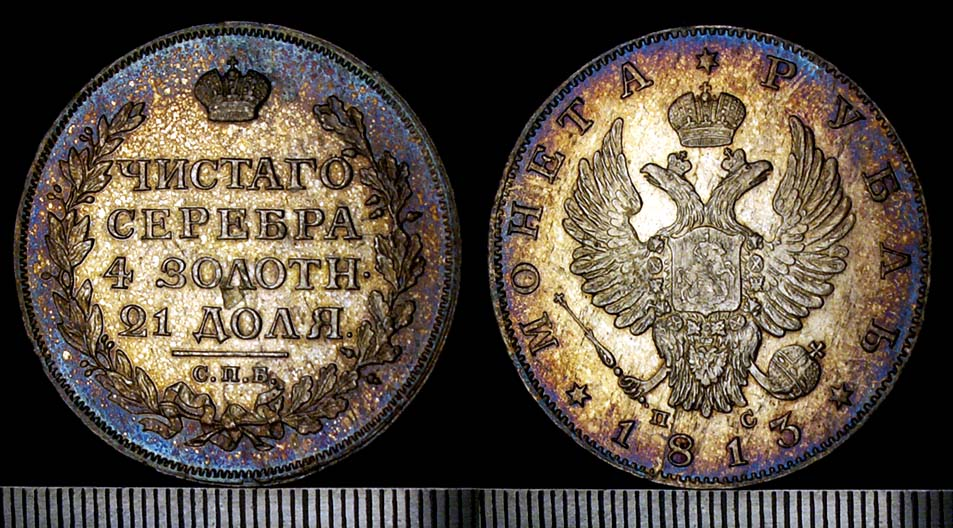
Рубль Александра I серебром, 1813
Рубль Николая I серебром с масонским гербом, 1829
Серебряный рубль времён Николая I, 1841
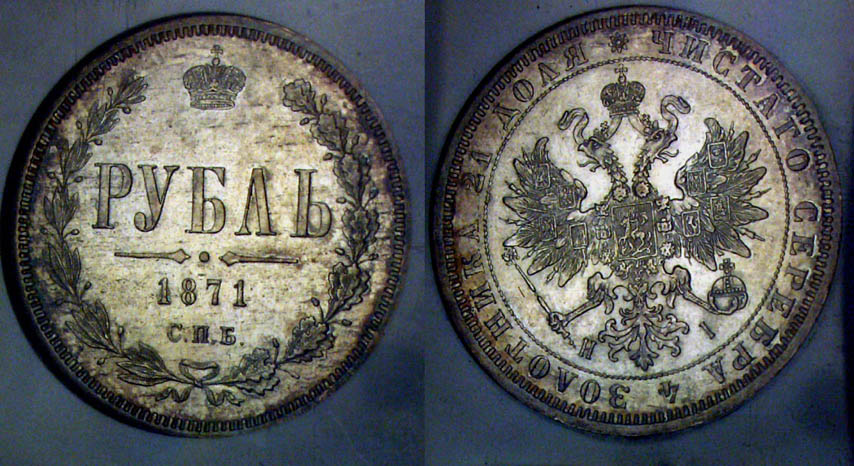
Рубль Александра II серебром, 1871
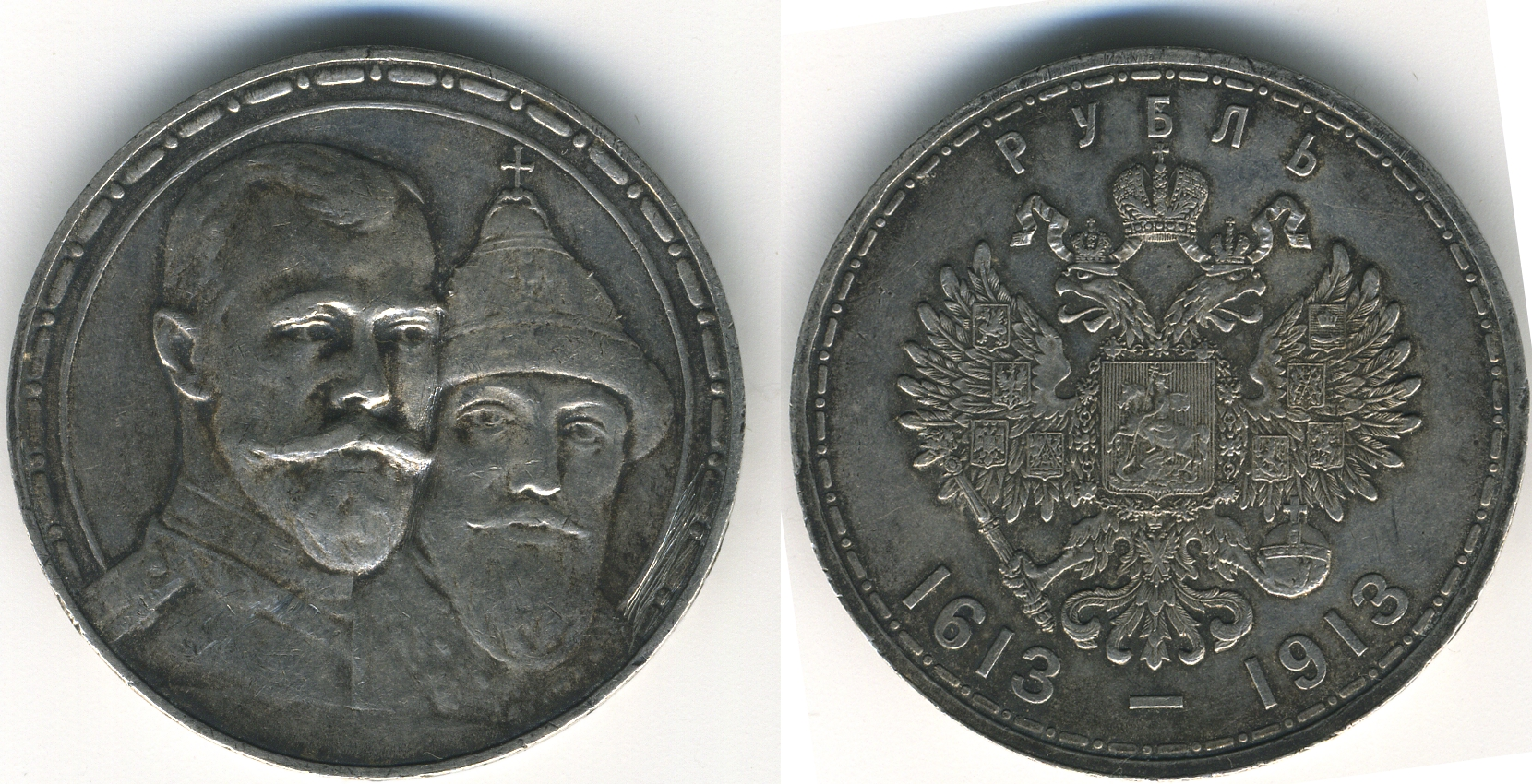
Рубль Николая II серебром, 1913. Выпущен к 300-летию дома Романовых.

### Характеристики монет РСФСР, СССР и Российской Федерации
| Изображение | Диаметр (мм) | Масса (г) | Реверс                                                          | Аверс | Материал                                                                           | Дата выпуска |
| ----------- | ------------ | --------- | --------------------------------------------------------------- | --- | ---------------------------------------------------------------------------------- | ------------ |
|             | 33,5         | 20        | Номинал, год чеканки, большая звезда, растительный орнамент     | Герб РСФСР, девиз «ПРОЛЕТАРИИ ВСЕХ СТРАН СОЕДИНЯЙТЕСЬ!» | Серебро, 900/1000                                                                  | 1921         |
|             | 33,5         | 20        | Рабочий, указывающий крестьянину на встающее над заводом солнце | Герб СССР, номинал, девиз «ПРОЛЕТАРИИ ВСЕХ СТРАН СОЕДИНЯЙТЕСЬ!» | Серебро, 900/1000                                                                  | 1924         |
|             | 27           | 7,5       | Номинал, растительный орнамент, год чеканки                     | Надпись «СОЮЗ СОВЕТСКИХ СОЦИАЛИСТИЧЕСКИХ РЕСПУБЛИК», герб Советского Союза | Медно-никелевый сплав                                                              | 1961         |
|             | 21           | 3,75      | Номинал, год чеканки, растительный орнамент                     | Надпись «ГОСУДАРСТВЕННЫЙ БАНК СССР», изображение Московского Кремля | Медно-никелевый сплав                                                              | 1991         |
|             | 19,45        | 3,3       | Номинал, год чеканки, растительный орнамент                     | Двуглавый орёл (эмблема Банка России) | Сталь, плакированная латунью                                                       | 1992         |
|             | 20,5         | 3,25      | Номинал, растительный орнамент                                  | Сверху дугой «БАНК РОССИИ», в центре двуглавый орёл (эмблема Банка России), снизу линией «ОДИН РУБЛЬ», декоративный отчерк и год чеканки                                                     | Медно-никелевый сплав                                                              | 1997         |
|             | 20,5         | 3,0       | Номинал, растительный орнамент                                  | Сверху дугой «ОДИН РУБЛЬ», в центре двуглавый орёл (эмблема Банка России), снизу дугой «БАНК РОССИИ», линией декоративный отчерк и год чеканки                                               | Медно-никелевый сплав (2002—2009), сталь с никелевым гальванопокрытием (2009—2015) | 2002         |
|             | 20,5         | 3,0       | Номинал, растительный орнамент                                  | Сверху дугой «РОССИЙСКАЯ ФЕДЕРАЦИЯ» с удвоенными ромбиками на концах, в центре Государственный герб Российской Федерации, снизу линией «БАНК РОССИИ» и год чеканки (немного мельче прежнего) | Сталь с никелевым гальванопокрытием                                                | 2016         |

#### Памятные монеты России
В Российской Федерации было выпущено три памятные монеты номиналом 1 рубль. В 1999 году двумя монетными дворами России была выпущена монета, посвящённая 200-летию А. С. Пушкина. В 2001 году Санкт-Петербургским монетным двором была выпущена монета, посвящённая 10-летию образования Содружества независимых государств, в 2014 году Московским монетным двором — монета с утверждённым в декабре 2013 года знаком рубля.